# Microsoft Flight Simulator
Microsoft Flight Simulator é uma franquia de simuladores de voo virtuais para computador e console. Criado pela Microsoft para uso doméstico, a série conta com 14 títulos disponíveis.

## História

### O começo
O Microsoft Flight Simulator começou ser desenvolvido como um conjunto de artigos sobre gráficos de computador escritos por Bruce Artwick em 1976 sobre programas de gráficos 3D. Quando o editor da revista disse que os leitores queriam comprar o programa, Bruce Artwick incorporou uma companhia chamada subLOGIC Corporation em 1977 e começou a vender simuladores de voo para os computadores 8080 como o Altair 8800 e o IMSAI 8080. Em 1979 a subLOGIC lançou o Flight Simulator para o Apple II. Em 1980 a subLOGIC lançou uma versão para o TRS-80, e em 1982 eles licenciaram uma versão IBM PC com gráficos CGA para a Microsoft, o qual foi lançado como Microsoft Flight Simulator 1.0. A subLOGIC continuou a desenvolver o produto para outras plataformas, e seu melhorado Flight Simulator 2.0 foi lançado para o Apple II em 1983, para o Commodore 64 e o Atari 800 em 1984, e para o Commodore Amiga e Atari ST em 1986.

### O sucesso
Enquanto isso, Bruce Artwick deixou a subLOGIC para fundar a Organização Bruce Artwick (BAO) e trabalhar nos subseqüentes lançamentos da Microsoft, começando com Microsoft Flight Simulator 3.0 em 1988. Microsoft Flight Simulator chegou a maturidade comercial com a versão 3.1, e então passou a utilizar gráficos 3D e hardware de aceleração para se tornar um produto de alta qualidade.
Desde então, várias versões foram lançadas como: Microsoft Flight Simulator 4.0, Microsoft Flight Simulator 5.0, Microsoft Flight Simulator 95, Microsoft Flight Simulator 98, Microsoft Flight Simulator 2000, Microsoft Flight Simulator 2002, Microsoft Flight Simulator 2004 e o Microsoft Flight Simulator X.
A primeira versão a usar texturas fotorrealistas via satélite foi a versão 5.0, sendo mais tarde atualizada e lançada para Windows 95 com o nome de Microsoft Flight Simulator 95.
Em 1995, o estúdio BAO muda seu nome para Aces Game Studio.

### O ACES Game Studio encerra as suas atividades
Em 26 de janeiro de 2009 a Microsoft informou o fechamento do laboratório de desenvolvimento do Flight Simulator, o ACES Game Studio, e a dispensa dos profissionais que desenvolviam o produto. O site oficial do Flight Simulator, registrou o fato, no artigo "About the Aces Team":
"Esta difícil decisão foi tomada para alinhar os recursos da Microsoft com nossas prioridades estratégicas. O MS Flight Simulator X continuará disponível nas lojas, a comunidade continuará usando o software e continuaremos comprometidos com o produto no longo prazo."
De acordo com Phil Taylor, ex-empregado do laboratório ACES, o fechamento da unidade não foi devido a resultados financeiros adversos do MS Flight Simulator X, mas por questões gerenciais combinadas com atrasos de projeto e falta de pessoal, ao mesmo tempo em que a Microsoft tenta cortar custos.
Especulava-se que futuras versões seriam parte de um jogo para Internet ou do Xbox 360.

### Microsoft Flight
Em 17 de agosto de 2010 a Microsoft anunciou na Gamescom 2010 uma "nova versão" do Flight Simulator. Ainda em desenvolvimento, se chamaria Microsoft Flight, e de acordo com a empresa, traria uma nova perspectiva para um gênero com muitos anos de vida.  Porém tal não aconteceu, sendo um fracasso.
Lançado em 29 de fevereiro de 2012 o Microsoft Flight foi descontinuado em menos de seis meses após seu lançamento. Um dos principais motivos para descontinuar seria o fato de ter sido muito criticado por fãs e amantes do Flight Simulator por ter perdido totalmente o foco da série e pela "falta de realismo", sendo considerado apenas um "jogo". Apesar de ter sido descontinuado, o Microsoft Flight ainda continua disponível para download em seu site oficial e dispõe de seu conteúdo extra (cenários, aeronaves, missões, etc) que continuará a ser pago.

### Microsoft Flight Simulator X: Steam Edition
Em 9 de dezembro de 2014, a empresa Dovetail Games, produtora da premiada série de jogos Train Simulator anunciou que estava relançando o simulador com o nome de Microsoft Flight Simulator X: Steam Edition.  A nova versão foi lançada em 18 de dezembro de 2014 com mais de 20 tipos de aeronaves e mais de 24.000 aeroportos.  O software foi atualizado para suportar o Windows 8.1 e multi-jogadores.

### O Retorno inesperado
Na E3 de 2019, de forma inesperada, foi anunciado que uma nova versão do Microsoft Flight Simulator seria lançada, sendo desenvolvida pela Asobo Studio.
Em 18 de Agosto de 2020 o novo Microsoft Flight Simulator foi lançado, recebendo criticas excelentes.

## Recursos
A versão atual do Flight Simulator conta com cerca de 25.000 aeroportos criados no mundo inteiro, alguns bem detalhados como os das principais cidades dos Estados Unidos e Europa. Estão incluídas no jogo mais de 24 aeronaves para se voar, desde aviões do início do século XX aos modernos jatos comerciais da atualidade.
O Flight Simulator também tem a possibilidade de simular o clima real, no qual informações sobre nuvens, vento, entre outros itens, são baixados pela internet. Também existe a possibilidade de se baixar Add-Ons (como aeronaves, cenários de aeroportos, texturas do solo, etc).

## Add-Ons
Com a intenção de aumentar a realidade do jogo, muitas empresas tem surgido para criar aeronaves, cenários e programas para melhorar os gráficos do solo, céu, mar entre outros itens.
Existem os Add-Ons pagos (chamados paywares) e os que são disponibilizados de graça em sites pelos próprios autores (Add-Ons freewares).
Um dos mais famosos é o FsPassengers que adiciona passageiros ao Flight Simulator.
Outra empresa de produção de Add-Ons muito conhecida é a PMDG, fundada pelo comandante Robert Randazzo, em 1997.

## VAs (Virtual Airliners)
VAs são companhias virtuais que simulam companhias aéreas reais. Existem desde meados da década de 1990. A maioria possui o mesmo sistema de funcionamento, os pilotos virtuais se inscrevem, ganham uma matrícula, e passam a fazer voos em aeronaves e rotas que também estabelecidas pela VA. Ao enviarem à companhia o seu relatório de horas de voo, os jogadores sobem gradualmente na hierarquia da empresa. Algumas VAs são baseadas em companhias aéreas verdadeiras e outras, fictícias.

## Voos Online
Outro recurso do jogo é a possibilidade de se voar online, ou seja, através de uma conexão com a internet, pode haver interacção entre pilotos e controladores de voo.
Hoje muitas companhias virtuais, as VAs (Virtual Airliners), operam em servidores na Internet, seus membros realizam voos baseados nos voos de companhias reais.
Outro fator interessante é que o tempo de duração de um voo é o mesmo da aviação real, além do mais, voando online com a função multiplayer ativa os pilotos podem ver as outras aeronaves e comunicar-se com os demais cmtes e com os controles de tráfego pelo teamspeak.
Os voos online podem simular o tempo (condição climática) real, com constantes atualizações durante o voo.

## Jogo ou Simulador?
O Microsoft Flight Simulator é tido por muitos como um simulador, mas no Brasil não pode ser assim chamado, pois não é homologado como tal. Para ser considerado um Simulador segundo as normas Brasileiras, ele precisaria apresentar-se como uma réplica em tamanho natural, contendo instrumentos, equipamentos, painéis e controles de uma aeronave (ser uma cabine de avião em tamanho natural), possuir controles que simulem a rotação do piloto em três eixos, instrumentos reais (e não apenas na tela), e ter sido avaliado, qualificado e aprovado pela ANAC.
Porém, uma característica do Flight Simulator é que ele fornece todos os instrumentos de controle e navegação básicos da aviação, fornece o planeta Terra inteiro de forma virtual e detalhado, com praticamente todos os aeroportos, e a geografia dos locais, tais como relevo e condições climáticas, é muito semelhante a real.
O único software emulado em computadores caseiros que possuem homologação de simulador é o concorrente X-Plane, inclusive homologado pela FAA. O Flight Simulator ganha graficamente, mas perde em todos os outros quesitos de realidade, principalmente interação aeronave x ambiente, não servindo de parâmetro para simulação.

## Sequência da série
- 1982 – Flight Simulator 1.0
- 1984 – Flight Simulator 2.0
- 1988 – Flight Simulator 3.0
- 1989 – Flight Simulator 4.0
- 1993 – Flight Simulator 5.0
- 1995 – Flight Simulator 5.1
- 1996 – Flight Simulator 95
- 1997 – Flight Simulator 98
- 1999 – Flight Simulator 2000
- 2001 – Flight Simulator 2002
- 2003 – Flight Simulator 2004 - A Century of Flight
- 2006 – Flight Simulator X
- 2012 – Microsoft Flight
- 2014 - Flight Simulator X - Steam Edition
- 2020 - Microsoft Flight Simulator 2022
- 2024 - Microsoft Fight Simulator 2024